# Onthophagus nanus
Onthophagus nanus là một loài bọ cánh cứng trong họ Bọ hung (Scarabaeidae).